# 節流閥開度感應器
節流閥開度感應器(TPS，Throttle Position Sensor)，與化油器或節流閥連動，能夠提供CDI或ECU油門開度的即時資訊,與引擎轉速等資料作比較判斷當時引擎的負荷狀態,調整引擎的電盤點火進、退角，以獲得較佳的燃燒效率，獲得較高的動力，並能達到省油的效果。